# Ceraclea submacula
Ceraclea submacula is een schietmot uit de familie Leptoceridae. De soort komt voor in het Nearctisch gebied.